# Línea C30 (autobuses urbanos de Granada)
La línea C30 es una línea regular de autobús urbano de la ciudad española de Granada. Es operada por la empresa Alhambra Bus, filial de Transportes Rober.
Realiza el recorrido comprendido entre Gran Vía y Generalife, a través del eje Avenida de la Constitución-Gran Vía. Tiene una frecuencia media de 5 a 8 minutos. Es la línea con mayor frecuencia, a pesar de ser de implantación relativamente reciente.

## Recorrido
La línea tiene como objetivo unir La Alhambra con el centro de la ciudad, siendo sus usuarios principalmente turistas. Realiza un corto recorrido, pero con un desnivel considerable. La línea fue implantada a mediados de los años 90 al incorporarse al transporte de la ciudad la filial Alhambra Bus, que utiliza autobuses más cortos, pues los autobuses que utiliza Transportes Rober son demasiado grandes para las estrechas calles del recorrido.
En un origen el recorrido se realizaba a través de la Puerta de las Granadas, en la Cuesta de Gomérez, pero tras la peatonalización de este eje se desvió la línea por el barrio de Realejo-San Matías.